# Рануцци, Винченцо
Винченцо Рануцци (итал. Vincenzo Ranuzzi; 1 октября 1726, Болонья, Папская область — 27 октября 1800, Анкона, Папская область) — итальянский куриальный кардинал, папский дипломат и доктор обоих прав. Титулярный архиепископ Тира с 11 сентября 1775 по 14 февраля 1785. Апостольский нунций в Венецианской Республике с 18 сентября 1775 по 26 февраля 1782. Апостольский нунций в Португалии с 26 февраля 1782 по 14 февраля 1785. Епископ-архиепископ Анконы и Уманы с 14 февраля 1785 по 27 октября 1800. Кардинал-священник с 14 февраля 1785, с титулом церкви Санта-Мария-сопра-Минерва с 20 сентября 1787. 